# Kravany nad Dunajom
Kravany nad Dunajom (maďarsky Karva) jsou obec na Slovensku v okrese Komárno. Leží na levém břehu Dunaje, který zde tvoří státní hranici mezi Slovenskem a Maďarskem. V obci žije 703 obyvatel.

## Historie
Katastrální území Kravan bylo osídlen již v pravěku, což dokazuje vícero archeologických nálezů. První písemná zmínka pochází z roku 1245. Obec byla dlouho majetkem šlechtického rodu Tardošovců, později Karvaiovců a jiných zeměpánů. Obyvatelé se zabývali zemědělstvím, rybářstvím a mlynářstvím.  Do roku 1918 bylo území obce součástí Uherska. V důsledku první vídeňské arbitráže bylo v letech 1938 až 1945 součástí Maďarska. V roce 1948 byla obec přejmenována z Karva na Kravany nad Dunajom.
Obyvatelé obce dojíždějí za prací do Komárna a Štúrova, ale i do Maďarska. V obci funguje základní a mateřská škola. Je zde střední odborná škola obchodu, služeb a rozvoje venkova (maďarsky Kereskedelmi, Szolgáltatóipari és Vidékfejlesztési Szakközépiskola). Občanům slouží kulturní dům, pošta a několik prodejen různého zboží. Lákadlem nejen pro místní obyvatele je romantické pobřeží Dunaje s čistými plážemi.

## Přírodní poměry
V katastrálním území obce leží chráněný areál Kraviansky park a zasahuje do něj také část chráněného areálu Čenkov.

## Pamětihodnosti
Dominantou obce je římskokatolický kostel Panny Marie postavený v pozdně románském slohu v roce 1232. V 18. století byl barokně upravován a v roce 1936 se dočkal opětovné rekonstrukce. Po stranách ústřední olejomalby Panny Marie jsou umístěny plastiky čtyř svatých. Protože byla při opravách odstraněna věž, v 18. století byla přistavěna dřevěná zvonice. V roce 1926 ji nahradila nová.
U dunajské hráze proti zámečku Kuzmikovců stojí kamenná socha sv. Jana Nepomuckého, postavená v roce 1843 a opravená roku 1902. Socha je osazena na mramorovém podstavci.
Významnými památkami jsou zámečky Lángovců a Szarvassyovců. Lángův zámeček pochází z roku 1908 a v současnosti slouží jako školní internát. V zámečku Sarvassyovců dnes sídlí budova střední zemědělské školy. Škola vlastní také několik skleníků, ve kterých žáci pěstují vícero druhů zemědělských plodin, zeleniny a okrasných květin. Dalším ze zámečků je kúria Botkovců. Leží mimo obec a funguje jako zemědělská farma. Na nábřeží Dunaje můžete obdivovat zemanskou kúrii Koszticsovců, která od roku 1935 patří Hrossovcům. Nedaleko se nachází socha sv. Jana Nepomuckého a památník Mostu přátelství.